# Dronning Louises Bane
| Streckenlänge: | 79 km                |                  |                  |
| Spurweite: | 1435 mm (Normalspur) |                  |                  |
| |                      |                  |                  |
| Streckenbild 1865 |                      |                  |                  |
| \| \| 0 \| Nyborg \| Nyborg \| \| \| 6 \| Hjulby \| Hjulby \| \| \| 11 \| Ullerslev \| Ullerslev \| \| \| 15 \| Langeskov \| Langeskov \| \| \| 20 \| Marslev \| Marslev \| \| \| 30 \| Odense \| Odense \| \| \| 38 \| Holmstrup \| Holmstrup \| \| \| 40 \| Render \| Render \| \| \| 44 \| Tommerup \| Tommerup \| \| \| 47 \| Skalbjerg \| Skalbjerg \| \| \| 50 \| Bred \| Bred \| \| \| 54 \| Årup \| Årup \| \| \| 59 \| Gelsted \| Gelsted \| \| \| 64 \| Ejby \| Ejby \| \| \| 69 \| Nørre Aaby \| Nørre Aaby \| \| \| 73 \| Kavslunde \| Kavslunde \| \| \| 79 \| Middelfart gamle \| Middelfart gamle \| |                      |                  |                  |
| Kopfbahnhof Streckenanfang | 0                    | Nyborg           | Nyborg           |
| Bahnhof | 6                    | Hjulby           | Hjulby           |
| Bahnhof | 11                   | Ullerslev        | Ullerslev        |
| Bahnhof | 15                   | Langeskov        | Langeskov        |
| Bahnhof | 20                   | Marslev          | Marslev          |
| Bahnhof | 30                   | Odense           | Odense           |
| Bahnhof | 38                   | Holmstrup        | Holmstrup        |
| Haltepunkt / Haltestelle | 40                   | Render           | Render           |
| Bahnhof | 44                   | Tommerup         | Tommerup         |
| Bahnhof | 47                   | Skalbjerg        | Skalbjerg        |
| Bahnhof | 50                   | Bred             | Bred             |
| Bahnhof | 54                   | Årup             | Årup             |
| Bahnhof | 59                   | Gelsted          | Gelsted          |
| Bahnhof | 64                   | Ejby             | Ejby             |
| Bahnhof | 69                   | Nørre Aaby       | Nørre Aaby       |
| Bahnhof | 73                   | Kavslunde        | Kavslunde        |
| Kopfbahnhof Streckenende | 79                   | Middelfart gamle | Middelfart gamle |

Die Dronning Louises Bane (deutsch Königin-Louise-Bahn) zwischen Nyborg und Middelfart über Odense war die erste Eisenbahn auf der dänischen Insel Fünen. Sie ist heute Teil der Bahnstrecke København–Fredericia.

## Geschichte
Die ersten ernsthaften Pläne, die Insel Fünen mit einer Bahnstrecke zu durchqueren, entstanden 1844. Die Pläne enthielten eine Strecke von Kopenhagen über Korsør, Nyborg und Odense nach Assens, an die sich eine Eisenbahnfähre nach Schleswig anschloss.
Am 8. Juni 1844 wurde dem König ein Antrag auf Erteilung einer Konzession für diese Strecke vorgelegt. Dieser leitete die Pläne an die königliche Eisenbahnkommission weiter. Am 2. Juli 1844 bat die Eisenbahnkommission um weitere Informationen sowie um eine detaillierte Gestaltungsplanung und einen Finanzplan. Durch den 1844 ausbrechenden Krieg wurde das Bahnprojekt zurückgestellt.
Mit dem Eisenbahngesetz vom 15. Februar 1857 wurde der Bau einer Eisenbahnstrecke von Nyborg über Odense zum Lillebælt (deutsch Kleiner Belt) genehmigt. Allerdings gab es niemand, der die Konzession zum Betrieb einer Bahn nutzen wollte.
Im Eisenbahngesetz vom 10. März 1861 war erneut eine Strecke von Nyborg über Odense bis Middelfart enthalten. Von Middelfart sollte eine Eisenbahnfähre nach Snoghøj an der jütländischen Küste des Belt führen. 1863 wurde diese Route geändert und stattdessen eine Eisenbahnfähre zwischen Fredericia und Strib geplant. Durch den Deutsch-Dänischen Krieg von Februar bis Oktober 1864 verzögerte sich der Bau der Strecke, die 1865 durch das englische Konsortium Peto, Brassey and Betts fertiggestellt wurde.
Der eisenbahninteressierte König Christian IX. hatte bereits im Vorfeld bestimmt, dass die Bahn zu Ehren von Königin Louise an deren Geburtstag, am 7. September 1865, seiner Bestimmung übergeben werden soll. Die Strecke erhielt daher den Namen Dronning Louises bane.
Am 19. März 1872 wurde Dänemarks erste Eisenbahnfährlinie mit der Eisenbahnfähre Lillebelt zwischen Fredericia und Strib eröffnet.
Zum heutigen Zustand der Strecke im dänischen Eisenbahnnetz siehe: